# Phosphatdünger
Phosphatdünger  sind Dünger, die den Pflanzen vorwiegend das Hauptnährelement Phosphor zur Verfügung stellen. Ein Pionier der Phosphatdüngemittelentwicklung war der Chemiker Justus von Liebig (1803–1873), der in den 1840er Jahren ein wasserlösliches Superphosphat entwickelte.

## Bedeutung des Phosphats für Pflanzen
Pflanzen nehmen Phosphat über die Wurzeln auf. Gibt es einen Phosphatmangel, so werden z. B. die Blätter kleiner. Liegt bei einer Pflanze Phosphormangel vor, versucht diese, mehr Phosphor durch die Ausscheidungen organischer Säuren verfügbar zu machen (Chelation). Durch diesen Vorgang wird nicht nur P frei, sondern auch andere Stoffe wie Eisen. So kommt es vor, dass die Pflanze durch letztes geschädigt wird und das Tiefenwachstum einstellt.

## Produktion
2005 wurden weltweit 17,5 Millionen Tonnen Phosphor abgebaut, von denen 14 Millionen Tonnen für die Düngemittelproduktion verwendet wurden.
Neben dem Abbau kann Phosphat auch aus Klärschlamm recycelt werden. Insbesondere in Urin kommt Phosphat vor.

## Rechtliches
In Deutschland gelten die Düngemittelverordnung und die Düngeverordnung. 